# Drča
Drča este o localitate din comuna Šentjernej, Slovenia, cu o populație de 28 de locuitori.